# どきどき魔女神判!
『どきどき魔女神判！』（どきどきまじょしんぱん）は、SNKプレイモアが2007年7月5日に発売したニンテンドーDS用ゲームソフト。略称は『どき魔女』。ジャンルはアドベンチャーゲーム。キャラクターデザインは藤ノ宮深森が担当。
発表当時の仮題は『どきどき魔女裁判！』だったが、後にプロデューサーが「造語にしたい」と考え変更されている。
続編に『どきどき魔女神判2』がある。また、リメイク版に『どき魔女ぷらす』がある。

## 概要
主人公・西村アクジを操って学校内や近所で情報を集めつつ、人間の振りをした魔女を探し出すアドベンチャーゲーム。魔女は外見上、普通の人間と見分けが付かないが、ドキドキすると体のどこかに紋章が浮かび上がる。魔女の疑いがある相手と戦闘を行い、戦闘に勝利すれば「魔女神判モード」へと移行。DS付属のタッチペンで相手の体をタッチしながら尋問を行い、体のどこかに浮かび上がる紋章をタッチすればミッションクリア。
DS用ソフトでこのような相手の体に触れることができるタイプのゲームソフトは既に他のゲーム（『きみのためなら死ねる』など）にも存在していたが、本作が初めて公開された「赤井まほに対しての魔女神判モード」のスクリーンショットは、あたかもアダルトゲームのように感じられるもので注目を集めた。

## ストーリー
かつて世界には魔女が住んでいたが、やがて魔女は姿を消し、人々は魔女の存在を徐々に忘れていった。
現代、ちょい悪少年・西村アクジは見習い天使・ルルと共に、人間界に住む魔女を探し出すという使命を大天使から与えられる。引き受けなければ礼拝や募金を義務付けられる「善人」にすると脅され、アクジは渋々引き受ける。

### シナリオ
シナリオは全8話構成で、各シナリオごとに新たな魔女が登場する。アドベンチャーパートで証拠を集めつつイベントを進めていき、一定条件を満たせば容疑者と戦う「魔法バトルモード」に進むことができる。
アドベンチャーパートは午前・午後・放課後の3つの時間帯に分かれており、時間帯によって移動できる場所が変化する（最終話は「真夜中」のみで学校内しか移動できない）。移動できる場所は大きく分けて「学校」「住宅街」「商店街」の3つで、学校はさらに「グラウンド」や「正門前」などに分かれている。イベントが発生する場所はそのイベントに関連したキャラクターの顔のアイコンが表示され、何も無い場所には「！」のアイコンが表示される（ただし、「！」アイコンでもイベントが発生する場合がある）。
バトルでは契約した魔女の力を借りつつ、タッチペンを用いた操作で容疑者と戦う。相手の体力ゲージを0にすれば勝利となり、会話の後に「魔女神判モード」に移行する。自分の体力が0になるとゲームオーバー（コンティニュー可）。
魔女神判では「触る」や「見る」という動作をタッチペンで行い、マイクで「息を吹きかける」動作、相手に優しく微笑む「スマイル」、「証拠品」を見せることなどで相手をドキドキさせていく。ドキドキ度によって背景の色が青から赤へ変化し、ドキドキ度が一定値を超えると体のどこかに「魔女の印」が浮かび上がる。これを「触る」でタッチすればクリア。逆に相手を不愉快にさせて逃げられるとゲームオーバーとなる。
アドベンチャーパートでは逆パンダが100匹隠れており、これを見つけ出すことでエクストラエピソードなどの隠し要素が追加されていく。

### エンディング
本作は各キャラクターのイベントが用意されており、それぞれのキャラクターに「好感度」が設定されている。イベントの選択肢によって各キャラクターの好感度が変化し、それによってエンディングが変化するマルチエンディングとなっている。
エンディングはルルとノエルを除き各魔女ごとに2種類用意されており、その魔女の好感度と他の魔女の好感度によってどちらのエンディングになるかが決定する。
ルルとノエルはエンディングを見るために顔のアイコンが表示されない特定のイベントを全てこなさなければならず、しかも他の魔女の好感度を意図して下げなければならないというシビアなものになっている。

### エクストラエピソード
本編の後日談のような形で進められるおまけのシナリオ。
本編クリア後、1 - 10は逆パンダの捕獲数によって追加されていき、11 - 13はサバイバルの結果によって追加されていく。11 - 13は全てれんげ関連のものであり、れんげがSNKのゲームについて説明するという内容のものである。

### サバイバル
体力が尽きるまで魔法バトルで戦い続け、何人倒せるかに挑戦する。本編クリア後、逆パンダを25匹以上捕獲していると追加される。魔女は本編と同じ順番で登場し、ノエルを倒した後は再びまほから戦いが始まる。本編とは違い最初からすべての魔女の力を使うことができる（相手と同じ魔女でも問題はない）。

### フリー魔女神判
好きな魔女を選び、自由に魔女神判を行える。本編クリア後、逆パンダを50匹以上捕獲していると追加される。証拠品を見せることができない以外は本編と同じ。

## 登場人物

### 主要人物
西村 アクジ（にしむら アクジ）
声 - 尾崎未來
主人公。15歳。星嶺鷹守学園（せいれいたかがみがくえん）中等部に所属する、「ちょい悪」志向の少年。
両親は考古学者で海外出張中。「ちょい悪」をモットーとするためか、学業はほとんどサボっている（出席だけはきちんと取る）。たまに授業に出ても寝てばかりで、マリアいわく「学校にいる方が珍しい」らしい。そのため、テストの学年成績は非常に悪い。しかし、実際は几帳面な性格で面倒見も良く運動神経抜群、料理も上手と多才な人物。
容姿は黒髪・短髪で、常に黒の学ランを着ている。校章らしきものがついているが、他の男子生徒の服装や登場人物の台詞から察するに、制服ではないらしい。彼の担任教師は登場せず、アクジ自身も担任が普段何をやっているか知らないとのことで、服装について注意されたことはない（司書さんからは注意されている）。本編では主に周囲のボケに対してツッコミを入れることが多いが、稀に彼自身がボケることもある（その場合はあやめやマリアからツッコミを入れられる）。一人称は「オレ」。
ルル
声 - 園田ひろこ
見習い天使。年齢不明（本人いわく「10万とんで8歳」）。大天使の命令でアクジに付き従い、魔女探しを手伝う。
外見は可愛らしい少女だが、その感性はオヤジそのもので、可愛らしい・美しい女性に目がない。下品な発想と言葉を常々口にし、普通の人間には自分の姿が見えないことを利用して盗撮まで行うセクハラ天使。以上の理由からアクジからは「オヤジ天使」という造語で呼ばれる。好物はフェーブ豆（枝豆）とイブローニュ（ビール）。風呂上りに一杯キューッとやるのが堪らないとは本人の弁。自信過剰で一人称は「ルル様」、アクジのことは「シモベ」もしくは「アクジ」と呼ぶ。しかし、内に秘める力は凄まじいらしく、彼女とのエンディングでは本当の姿を見ることができる。

### 容疑者
赤井 まほ（あかい まほ）
声 - 佐藤まさみ
14歳。チアリーディング部所属。ツインテールと大きな胸が特徴的。明るい性格で、「ひゃあ！」が口癖。その容姿から学園内では目立った存在だが、学園外の私生活で彼女を見かけた者はいない。生計のほとんどを缶詰で立てており、彼女の家には大量のダンボールと缶詰がひしめく。また、家は逆パンダの溜まり場にもなっている。
その正体は行方不明の母親を捜すために魔女界からやってきた実年齢9歳の少女で、14歳の姿は魔法で変身したものである。学園内では変身してチアリーディング部の少女、学園外では本来の姿で黒のワンピースを着た少女として生活している。アクジと契約を結んで以降はアクジの家に住むことになる。一人称は「まほ」もしくは「私」。アクジのことは「アクジさん」と呼ぶ。
戦闘では「マジックミサイル」と呼ばれるエネルギー弾を飛ばして攻撃する。
安倍 マリア（あべ マリア）
声 - 上田真紗子
14歳。学年トップの成績を誇り、委員長を務める。根っからのオカルトオタクでもあり、超常現象を前にすると我を忘れ興奮する。水晶玉占いが特技。アクジとは幼馴染。
アクジの魔女探しに興味を持って仲間に入っただけで、彼女自身は普通の人間。一応「アクジと愉快な仲間たち」におけるリーダーのような存在で、行動力に優れる。オカルトや魔法といったことに興味を抱いているものの、化学に心酔している節もある。
眼鏡を掛けており、頭には十字架の髪飾りを着けている。アクジに対し事あるごとに「ヘンタイ！」と叱責している。アクジに対して恋愛感情を抱いている節が見られ、その発言の内容からツンデレだとも捉えられる。一人称は「私」。アクジのことは仲間になる前は「西村」、仲間になってからは「アクジ」と呼ぶ。人を呼ぶときには「ちゃん」を「ちん」と呼ぶ。
小田 れんげ（おだ れんげ）
声 - 後藤恵梨子
13歳。レトロゲーム好きの少女。SNK関連のゲームに目がなく、宝物はファミコンソフトの『アテナ』（カセットテープ付き）。常にネオジオポケットを持ち歩き、所構わずプレイに没頭している。アクジとはゲーム相手であり、兄のように慕っている節がある。その性格から肝心な時に動いてくれないことも多いが、一方で、テストの学年成績は全教科満点の1位（成績が悪いとゲームを取り上げられてしまうので、丸暗記して臨んでいる）であったり、料理が上手かったり、絵が上手かったりと意外な才能を見せることもある。ゲームばかりやっているにもかかわらず、視力も良い（プロフィールでは「測定不能」となっている）。カナヅチであるが、足もかなり速い。また、魔力も強力で、最終話でそれを利用されたときにはマリアから「敵に回すとこんなに厄介だったなんて」と言われ、あやめからも「ただ者ではない」と言われている。
制服を着ておらず、ピンク色のチョッキにチェック柄のスカートを穿き、背中には白い鞄を背負っている。普段は非常に大人しく、ゲームをしていない時は普通の可愛らしい少女なのだが、一度ゲームを始めると豹変する。その知識は一般人のそれを凌駕するが、他のことに関してはいわゆる「アホの子」と化す。一人称は「れんげどん」で、「うに」「うみゅ」「にー」「みー」といった独特の声を上げ「…なのですー」「…なのですよー」「…なのですかに？」とやや間延びした喋り方をするのが特徴。アクジのことは「あーたん」と呼ぶが、作中で何度も「ねおぽけくん」と呼ぼうとしてアクジに拒否されている。
「サイコリフレクター」と呼ばれる障壁を展開する魔法を得意としている。
御堂 あやめ（みどう あやめ）
声 - 壱智村小真
15歳。神社の一人娘で巫女。神社の巫女という立場にあるにもかかわらず、メイド喫茶でアルバイトをしている。不器用な性格であり、手が出てしまうことが大半。れんげをプールに投げ飛ばしたり、ルルに鉄拳制裁を見舞うなど中々過激である。
元々は魔女界からの移民で、由緒正しい魔女の家系であった。しかし、あやめ自身はそのような能力は望んでおらず、魔女としての力を封印するために巫女となった（魔力と巫力は反発するため）。
口数が少ないことと不器用な性格であることが原因で交友関係は狭いものの、本人は割と可愛い性格である。可愛いものに目がなく、特に動物関連になると見境が無くなる。クマのぬいぐるみを貰うために必死にシールを集めたり、変身したゆーまに思わず襲い掛かろうとするほどである。一人称は「あたし」。アクジをあだ名や名前で呼ぶことは無く、会話の際には「キミ」と呼ぶ。
なお、彼女は魔女でありながら魔力を封印しているため、魔法ではなく式神（彼女いわく「使い魔から昇華させるのには骨が折れた」らしい）や巫女らしく護符を使って闘う。
望月 ゆーま（もちづき ゆーま）
声 - 坂田有希
13歳。中性的な顔立ちの少年で、彼も容疑者の1人。男なのに女子用のスクール水着を着せられたり、汗を拭くためにパジャマを脱がされたりと、話題に事欠かない人物。ゲーム中には登場しないが、祖父と妹がいる。
その正体は狼男で、街を守るため魔物と戦っている。猫舌である。変身したときの運動神経は相当なもので、水泳では世界記録よりも速いタイムを出せる。
前述の理由から生傷が絶えないため頭と腕に包帯を巻き、入退院を繰り返していた名残から、制服の下にパジャマを着ている。変身時は制服を脱ぐ。ルルによると「生け捕りする必要がある」ほどの美少年らしく、女子からも人気がある。男同士であるため、他のキャラクターと比べて「友情」と称した一歩踏み込んだ会話が多い。傍から聞くと相当危ない会話だが、本人達は特に気にしていない。一人称は「ボク」。アクジを「西村さん」と呼ぶ。
戦闘においては魔法攻撃はあまり使わず、高い身体能力を生かした肉弾戦を行う。
綿引 メリー（わたびき メリー）
声 - 坂田有希
12歳。ウサギの着ぐるみに身を包んでいる謎の少女。着ぐるみには一応種類があるらしく、本作では水着として着ぐるみを着用している場面がある他、『2』ではパジャマ用の着ぐるみを用意している（見た目に変わりは無い）。着ぐるみの中身は体操服。料理の腕前は殺人的。
彼女もまた魔女界からやってきた。この世界に来た目的は「行方不明の両親を捜すため」であり、家庭環境は複雑だったらしい。なお、プロフィールには姉の存在も明かされているが、ゲーム中には登場しない。
乱暴な言葉遣いで周囲を威嚇するため、クラスメイトから恐れられている。アクジには懐いているが、他のキャラクターには敵意を剥き出しにする（中でもマリアは彼女にとって天敵らしい）。一人称は「メリィ」だが、キレると「オレ」になる。アクジのことは「アクジさま」と呼ぶ。
見た目に似合わず、宇宙から隕石を呼び寄せて落下させるという非常に豪快な魔法を扱う。
聖夜 イブ（せいや イブ）
声 - 伊藤葉子
23歳。学園の保健医。グラマラスな肉体を誇る大人の色香溢れる女性。
その正体は天使界から派遣された天使であり、計り知れない力を身体に秘める。その力は、熾天使であるノエルを陵駕するほどである。
金髪で、眼鏡を掛けている。胸はかなり大きく、服装も胸元の露出が多い。アクジをからかうかのように、聞き方によっては卑猥なことと誤解されるような言葉回しを用いる。序盤ではこの言葉回しにアクジは戸惑うことが多いが、終盤ではすぐさま本意を掴み取り看破していくようになる。一人称は「私」。アクジのことは「西村クン」と呼ぶ。
聖夜 ノエル （せいや ノエル）
声 - 伊藤葉子
21歳。本作における黒幕であり、ラストボス。最高位の天使「熾天使」で、司書さんの本当の姿でもある。アクジに魔女捜索を依頼した張本人であり、イブの妹。
その目的は魔女の力を用いて世界を変革し、新たな時代を切り開くことだった。しかしアクジと魔女たちによりその夢は打ち砕かれることに。姉に対して少なからずコンプレックスを抱いており、昔から比べられることが多かった。「イブに当時付き合っていた彼氏を取られた」と言うノエルの勘違いも暴走に拍車を掛ける要因であった。
容姿は司書のときは黒髪で短髪。左側の前髪をおろしている。天使の姿になると後ろ髪が伸びて金髪になり、服装も白を基調とした露出の多い物となり翼が生える。性格は負けず嫌いで愚痴っぽく、飲食禁止の図書室でお菓子を食べていたのを言い訳しようとするなど、分不相応に子供っぽい所もある。司書としての彼女はアクジにとってからかいがいのある相手らしく、会うたびにわざと職名を間違えている（辞書さん、本屋さんなど）。一人称は「私」。アクジのことは「西村アクジ」と呼ぶ。

### その他の登場人物
紫仔 ゆかり（ゆかりし ゆかり）
チアリーディング部所属の少女。アクジやマリアのクラスメイトで、ちよやまほの先輩。あやめの友人でもある。
代千 ちよ（だいせん ちよ）
チアリーディング部所属の少女。水色の髪を小さなツインテールにしている。アクジを「ストーカー先輩」と呼ぶ。
長南 みなみ（おさなみ みなみ）
アクジとマリアのクラスメイト。マリアとは幼馴染であり、親友。
狩枝 えりか（かりえだ えりか）
ゆーまのクラスメイトで、取り巻きの女の子の1人。
浪丘 オミナ（なみおか オミナ）
えりかと同じくゆーまのクラスメイトで、取り巻きの女の子の1人。眼鏡を掛けている。
シャオ・マオ
購買部の店員。とても購買部で売られていないような怪しげな商品を売っている。
柾楽 マサル（まさら マサル）
アクジのクラスメイト。太り気味でかなりのロリコン。ルルエンドを見るのに重要なキャラクターである。
山田 喜一郎（やまだ きいちろう）
32年前に善人にされた人物。山田喜一郎は仮名である。
逆パンダ（ぎゃくパンダ）
体毛の白黒が入れ替わっているパンダ。ゲーム中に全部で100匹隠れており、本編クリア時に見つけた数に応じてエクストラエピソードや隠しモードが登場する。
司書さん（ししょさん）
学園の図書室で司書をしている。熾天使・聖夜ノエルの仮の姿。

## 関連作品・商品

### 漫画化作品
秋田書店『チャンピオンRED』2007年9月号より2008年8月号まで連載。単行本は全2巻。作画担当は八神健。アクジとルルの目的や各キャラクターの設定が大きく異なっており、オリジナルキャラクターも登場。ゲーム版とは全く別のストーリーとなっている。
『チャンピオンRED』の誌上インタビューで八神は、「絵にエロスが足りないと言われている自分が描いてもいいのか？」と編集に問うたところ、「18禁みたいになっても困るので丁度いい」と返されたので引き受けた、と答えている。連載終了後、続編『どきどき魔女神判2』も連載。
漫画版の変更点
- オリジナルキャラクターとして「通りすがりの番長」や「ゴッドマージョ」が登場する。
- 魔法バトルが存在せずアクジは追い詰めた魔女に対してルルの用意した天使界の小道具を用いて神判を行う。神判の方法は魔女によって異なり、その魔女の設定に関連したパロディネタが多い。
- アクジたちの学年や誕生日・ゲームの時期設定などに矛盾が生じているためアクジとあやめの年齢が14歳に変更されている。
- まほが年齢は14歳だが「魔法幼女」という種族のため成長せず変身して学校に通っている、アクジの家に住まない、母親に関する発言がないなどと変更
- あやめが神判の順番がれんげの前、風紀委員で剣道の達人、コスプレマニアで腐女子などと変更
- メリーが性格の変化はゴッドマージョの人格と本来の人格が入れ替わることによるもの、着ぐるみは戦闘時のみの着用などと変更
- ノエルが熾天使ではなく天使界の女王、レズビアン、イブとの対立がなく天使の職務に忠実であるなどと変更
- どきどき魔女神判！（チャンピオンREDコミックス）

1. ISBN 9784253232128
2. ISBN 9784253232135

### アンソロジーコミック
- マジキュー4コマ どきどき魔女神判！（1）（2007年9月25日、エンターブレイン、ISBN 9784757737327）
  - イラスト：近藤るるる、むっく
  - 漫画：爆天童、すか、伊能津、まだらさい、千樹りおん、神無月元史、はせ☆裕、むっく、大宮祝詞、刻田門大、猫忍、マツダ、なもり、みずせ希跡、ヒナユキウサ、朱堂りま、風上旬
- どきどき魔女神判！4コマKINGDOM（2007年9月28日、双葉社、ISBN 9784575941289）
  - イラスト：けいじえい、蒔野靖弘、クサナギユーギ、RAVEN、さくらおかみ、おしるこ
  - 漫画：みずきひとし、しらかばみん、祐馬、白河まいな、横井三歩、UDO、逸架ぱずる、あまあま、蜂文太、越智善彦、柚木N’、高菜しんの、島本かおる、葵蜜柑、ちょぼらうにょぽみ、広瀬まどか

### 書籍
- どきどき魔女神判！ どきチラッ!スペシャルファンブック（2007年7月6日、ソフトバンククリエイティブ、ISBN 9784797343472）
- どきどき魔女神判！ ざ・こんぷりーとがいど（2007年8月10日、メディアワークス、ISBN 9784840240345）

### サウンドトラック
- どきどき魔女神判！ ORIGINAL SOUND TRACK（2007年7月25日、ビーエムドットスリー、STF-0016）
- どき魔女フェスタ DayLight&MoonLight ORIGINAL SOUND TRACK - ウェイバックマシン（2014年12月17日アーカイブ分）（2007年12月2日、Office Cat's Drive）

### ドラマCD
- どきどき魔女神判！ ドラマCD 〜うきうきサマーバケーション〜 シモベと魔女とビーチの話（2007年11月29日、AIRWAVE JAPAN）

### WEBラジオ
- WEBラジオ魔女神判！どきどきの放課後

アニメイトTV WEBにて2008年3月19日から同年12月18日まで毎週水曜日更新の26回と特別編2回、計28回を配信。オープニングのミニドラマとトーク、リスナー投稿等で構成されていた。パーソナリティーは尾崎未來、園田ひろこ、佐藤まさみの3人。CDなどパッケージメディアには収録されていない。

#### DJCD
- WEBラジオ魔女神判！どきどきの放課後 ジャッジ01（2008年8月27日、フロンティアワークス）
- WEBラジオ魔女神判！どきどきの放課後 ジャッジ02（2008年10月22日、フロンティアワークス）

WEBラジオの録り下ろし特別編。

### オンラインゲーム
2010年11月17日、ハンゲームのパチンコDXで「ぱちんこ どきどき魔女神判！DX」のサービスを開始。初代がベースとなっているがマリア、あやめ、ゆーま、メリーは登場しない。大当たり用BGMはMOSAIC.WAVが担当している。